# Данциг, Джордж

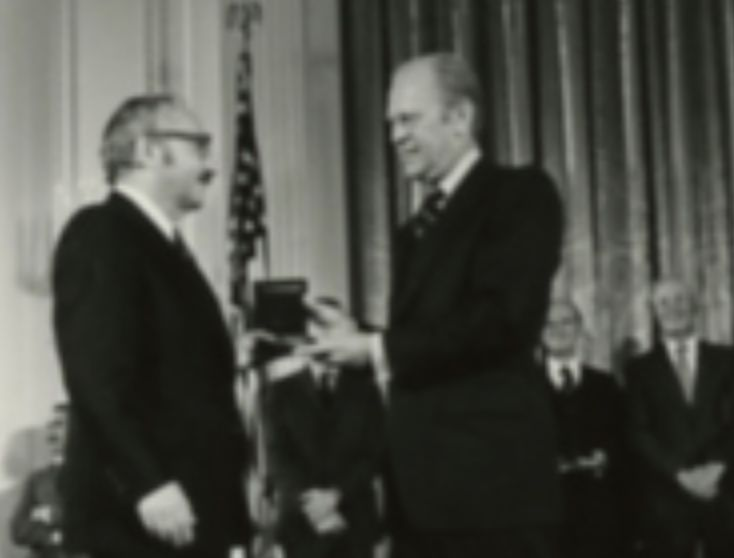
Джордж Б. Данциг на церемонии награждения Национальной медалью науки президентом Джеральдом Фордом, 1976 год

Джордж Бернард Да́нциг (англ. George Bernard Dantzig; 8 ноября 1914 — 13 мая 2005) — американский математик, известен как разработчик алгоритма, применяемого в решениях задач симплекс-методом. Считается основоположником линейного программирования, наряду с Леонидом Канторовичем и Джоном фон Нейманом.

## Биография

### Ранние годы
Джордж Бернард Данциг родился в Портленде (штат Орегон, США), в семье еврейских эмигрантов из Лодзи. Его отец, Тобиас Данциг (1884—1956), уроженец Шавлей, был математиком и учился в Париже у Анри Пуанкаре. Тобиас женился на студентке Парижского университета Ане Гитле Урысон (фр. Anja Ourisson, 1888—1963), и в 1910 году супруги эмигрировали в США.
Первое время семья проживала в Портленде. Но в начале 1920-х годов Данциги переехали в Балтимор, а затем в Вашингтон, где Анна стала лингвистом в Библиотеке конгресса, а Тобиас начал преподавать математику в Мэрилендском университете в Колледж-Парке. Джордж посещал Powell Junior High School и Central High School и был в восторге от геометрии. Отец поддерживал увлечённость сына, давая ему сложные геометрические задачи.

### Университетское образование
Джордж Данциг получил степень бакалавра в области математики и физики в Мэрилендском университете (1936), а также степень магистра математики в Мичиганском университете (1938).
После двух лет работы в Бюро трудовой статистики Министерства труда США он поступил на докторскую программу в области математики в Калифорнийский университет в Беркли, где изучал статистику под руководством математика Ежи Неймана. Однажды в 1939 году он опоздал на занятия и ошибочно подумал, что написанные на доске уравнения — это домашнее задание. Оно было трудным, но всё-таки Джордж сумел его выполнить. Оказалось, что это были две нерешённые проблемы статистики, с которыми маститые учёные не могли справиться в течение многих лет. Эта история стала очень популярной, обросла легендами и была использована в первых кадрах фильма «Умница Уилл Хантинг».
С началом Второй мировой войны Джордж взял отпуск от докторской программы и приступил к работе в Учреждении статистического управления ВВС Армии США. В 1946 году он вернулся в Беркли, в университет, и в том же году получил степень доктора наук по математике.

### Работа в корпорации RAND, Калифорнийском и Стэнфордском университетах
В 1952 году Данциг поступил на работу в математическое подразделение корпорации RAND. В 1960 году он стал профессором факультета промышленной инженерии Калифорнийского университета в Беркли, где основал исследовательский центр, которым руководил в дальнейшем. В 1966 году он перешёл в Стэнфордский университет на должность профессора математических методов исследования операций и информатики. В 1973 году Данциг основал лабораторию оптимизации систем (англ. Systems Optimization Laboratory, SOL), которой заведовал на протяжении длительного времени. В том же году, находясь в творческом отпуске, он возглавил методологическую группу Международного института прикладного системного анализа (МИПС) (Лаксенбург, Австрия).
Он активно занимался научной работой и даже после официального выхода на пенсию (1985) преподавал в университете (до 1996 года), готовил к публикации четырёхтомное издание по линейному программированию.
Данциг умер в своей университетской квартире (Станфорд, Калифорния), в возрасте 90 лет. Это случилось 13 мая 2005 года. Причиной смерти послужили диабет и заболевания сердца и сосудов.

## Признание и награды
Джордж Данциг стал первым лауреатом Теоретической премии фон Неймана (1974). Он получил Национальную научную медаль США (1975) и стал почётным доктором Мэрилендского университета в Колледж-Парке (1976). В 1985 году в Израиле удостоен премии Харви.
В 1970-е годы он был избран в Национальную академию наук США (1971), Национальную инженерную академию США, Американскую академию искусств и наук, присоединился к Phi Beta Kappa Мэрилендского университета и получил почётное звание «крайлеевского профессора транспортных наук» (англ. the C. A. Criley Professor of Transportation Sciences) в Станфорде.
В 1979 году Общество математического программирования (англ. Mathematical Programming Society, MPS) и Общество промышленной и прикладной математики (англ. Society for Industrial and Applied Mathematics, SIAM) учредили премию Данцига (англ. The Dantzig Prize), которую вручают каждые три года, начиная с 1982, за оригинальные исследования, внёсшие выдающийся вклад в математическое программирование.

## Семья
- Брат — Анри Пуанкаре Данциг (англ. Henry Poincare Dantzig, 1918—1973), инженер и математик.
- Тётя — Сара Григорьевна Имянитова (фр. Sarah Imianitoff, урождённая Урысон; 1883—1971), врач-психиатр, ученица Соломона Львова (отца Андре Львова), была замужем за художником и скульптором Натаном Именитовым (фр. Nathan Imenitoff, 1884—1965)[21].
- Дядя — Жак Уриссон (фр. Jacques G. Ourisson, Яков Григорьевич Урысон; 1885—1947), химик, автор научных трудов в области химии стероидов; его сын — французский химик Ги Уриссон[фр.] (1926—2006).

## Основные труды
- Dantzig G. B. and Thapa M. N. Linear programming. — Springer-Verlag, 1997. — Vol. 1. Introduction.
- Dantzig G. B. and Thapa M. N. Linear programming. — Springer-Verlag, 2003. — Vol. 2. Theory and Extensions.
- Линейное программирование, его обобщения и применения. — М.: Прогресс, 1966. — 602 с.